# Ouahiba Chaoui
Pour les articles homonymes, voir Chaoui (homonymie).
Ouahiba Chaoui est une poétesse, dramaturge et nouvelliste algérienne, originaire de la ville de Sétif, à l'Est algérien.
Ses écrits touchent souvent certains sujets sensibles d’actualité, ils visent d’une manière ou d’une autre, la réalité vécue que ce soit à l’échelle locale ou à l’échelle mondiale, la souffrance humaine  est généralement la source principale de son inspiration. Elle s’exprime  en français et en arabe, elle excelle notamment dans la poésie chaâbi (populaire), ses écrits sont « une forme d’expression artistique simple et démêlée de pensées et de points de vue humains. »
Lauréate de plusieurs prix de concours littéraires.